# Kirkkokari

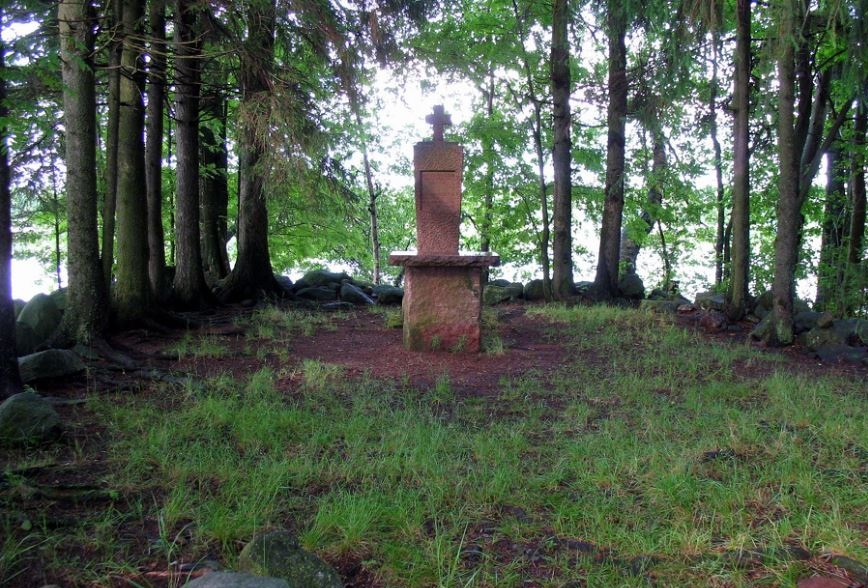
Memorial da Cristianização da Finlândia

Kirkkokari ("a Ilhota da Igreja", também conhecida como Ilha de Santo Henrique) é uma pequena ilha no Lago Köyliö no município de Köyliö, Satakunta, Finlândia. É o único local de peregrinação católica romana na Finlândia e um dos poucos nos países nórdicos.
Segundo a tradição, Santo Henrique foi assassinado por Lalli no gelo do Lago Köyliö na ilha Kirkkokari no inverno de 1156. Desde o século XIII, foi um local de peregrinação para os católicos. Na ilha foi construída uma pequena capela que foi utilizada até ao século XVIII. As fundações da capela ainda são visíveis. Em 1955, o memorial de cristianização da Finlândia foi erguido em Kirkkokari e um pequeno altar, "altar de São Henrique", em 1999.
A Igreja Católica Romana Finlandesa organiza uma peregrinação anual a Kirkkokari através do Caminho de São Henrique. A viagem de 140 quilômetros começa na cidade de Turku. Termina em um serviço memorial em Kirkkokari no último domingo pré-solstício de verão.